# Linheraptor

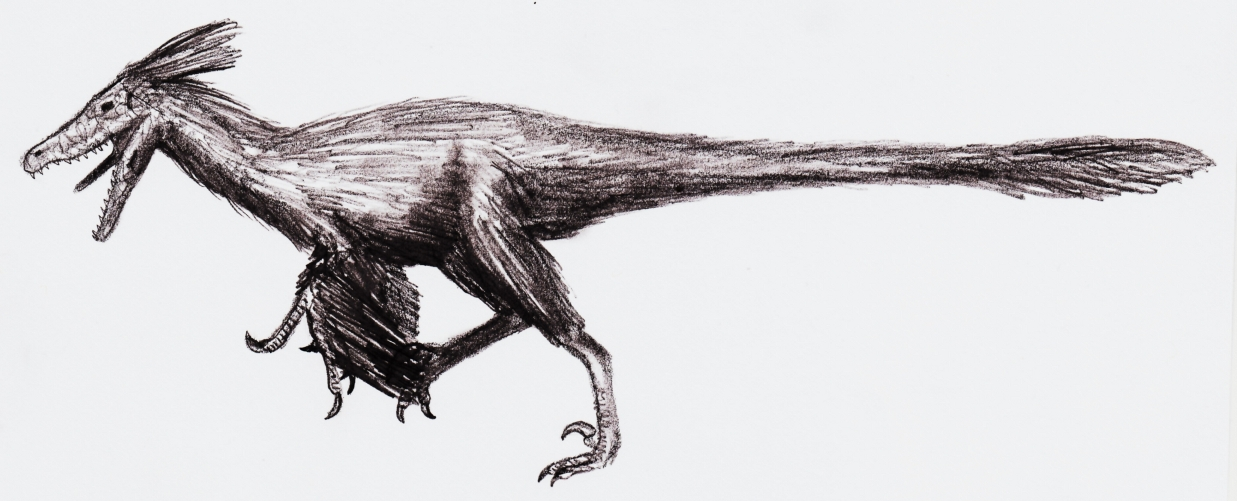
Reconstrução de um Linheraptor

Linheraptor é um gênero de dinossauros da família Dromaeosauridae que viveu onde é agora a China no Cretáceo Superior. Foi nomeado por Xu Xing e colegas em 2010, e contém a espécie Linheraptor exquisitus. Este dinossauro semelhante a um pássaro tinha menos de 2 metros (6,5 pés) de comprimento e foi encontrado na Mongólia Interior. É conhecido por um único esqueleto, em sua maior parte completo.

## Descrição

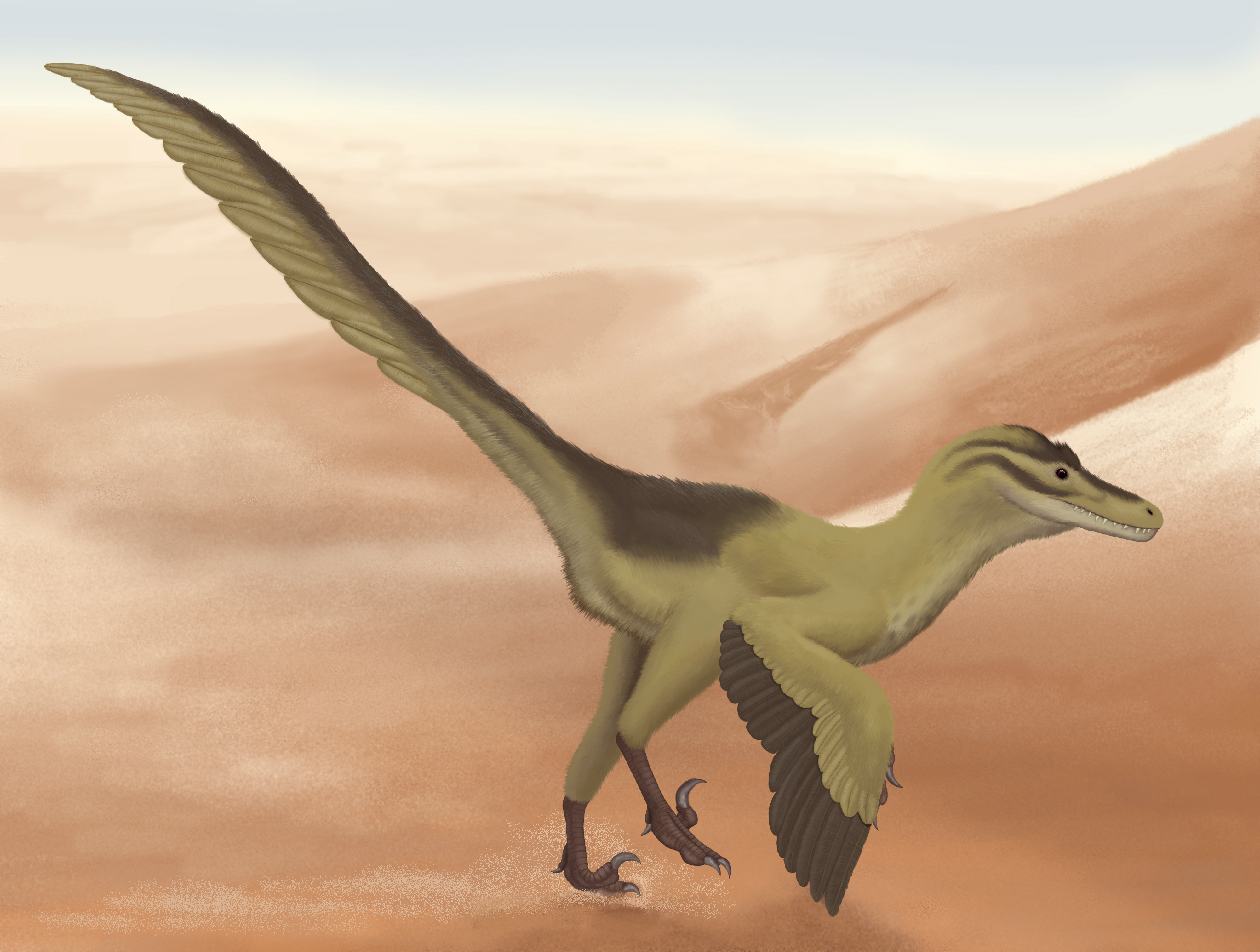
Reconstrução artística do Linheraptor em seu habitat árido do deserto.

Linheraptor era um dinossauro terópode emplumado. Foi um dromeossaurídeo que media aproximadamente 1.8 metros (5.9 pés) de comprimento, e pesava até aproximadamente 25 quilos (55 libras). Com esse tamanho, o Linheraptor teria sido um predador rápido e ágil, que talvez apresasse pequenos ceratopsianos. Como todos os dromeossaurídeos, ele tinha um crânio alongado, um pescoço curvo, uma garra de grande tamanho em cada pé e uma cauda longa; o Linheraptor era bípede e carnívoro. As garras do maior dedo podem ter sido usadas para capturar presas.

## Descoberta
Os pesquisadores anunciaram a descoberta do gênero depois que um esqueleto fosilizado quase completo foi encontrado em 2008 por Jonah N. Choiniere e Michael Pittman na Mongólia Interior; uma publicação mais detalhada está disponível. O espécime foi encontrado de rochas em Bayan Mandahu que pertencem à Formação de Wulansuhai. O último inclui litologias que são muito semelhantes com as rochas mongóis da época do Campaniano da Formação Djadokhta onde foram encontrados os dromeossaurídeos Tsaagan e Velociraptor, que são estreitamente relacionados. O holótipo do espécime de Linheraptor, articulado e descompactado, é um dos poucos esqueletos quase completos de dinossauros dromeossaurídeos em todo o mundo. O nome do gênero refere-se ao distrito de Linhe, na Mongólia Interior, na China, onde o espécime foi descoberto, enquanto o descritor específico, exquisitus, refere-se à natureza bem conservada do holótipo (IVPP V 16923).

## Taxonomia
Dentre o seu táxon irmão, acredita-se que o Linheraptor está mais intimamente relacionado com o Tsaagan mangas. Linheraptor e Tsaagan são intermediários entre os dromeossaurídeos basais e derivados. Os dois compartilham vários detalhes do crânio, dentre os quais uma fenestra maxilar grande - uma abertura na maxila, um osso maxilar superior - e carecem de várias características de dromeossaurídeos derivados, como o Velociraptor. Senter (2011) e Turner, Makovicky e Norell (2012) argumentam que o Linheraptor exquisitus é um sinônimo júnior de Tsaagan mangas, mas Xu, Pittman et al. (2015) rejeitam essa sinonímia respondendo aos contra-argumentos propostos usando detalhes novos e existentes da anatomia de Linheraptor. Uma descrição monográfica do Linheraptor está atualmente em preparação.